# Batayporã
Batayporã är en kommun i Brasilien.   Den ligger i delstaten Mato Grosso do Sul, i den södra delen av landet, 900 km sydväst om huvudstaden Brasília. Antalet invånare är 10 938.
Följande samhällen finns i Batayporã:
- Bataiporã

Omgivningarna runt Batayporã är huvudsakligen savann. Runt Batayporã är det mycket glesbefolkat, med 6 invånare per kvadratkilometer.